# 紀陽フィナンシャルグループ
紀陽フィナンシャルグループ（きようフィナンシャルグループ）は、紀陽銀行を中核とする金融グループである。

## 主なグループ企業
- 紀陽ホールディングス
  - 紀陽銀行
    - 紀陽カードディーシー（三菱UFJニコス/ディーシーカードのフランチャイジー）
    - 紀陽カード（ジェーシービーのフランチャイジー）
    - 紀陽リース・キャピタル
    - 紀陽ビジネスサービス
    - 紀陽ビジネスファイナンス
    - 阪和信用保証

  - 紀陽情報システム

### かつてのグループ企業
- 和歌山銀行（2006年10月10日をもって紀陽銀行と合併）
- 和歌山銀カード